# Ракетен двигател
Ракетният двигател е вид реактивен двигател, източник на енергия, предназначен за извеждане на апаратура в безвъздушното космическо пространство.
Практически днес ракетните двигатели са единствените създадени на нашата планета машини, които могат да изведат товар в космическото пространство около Земята.
Силата на тягата в ракетния двигател възниква в резултат на преобразуването на изходната енергия в кинетична енергия от реактивната струя, породена от ракетното гориво. Струята разчита на третия закон на Нютон, за да задвижи ракетата, а именно – всяко действие има равно по големина и противоположно по посока противодействие. Ефективността е най-висока при работа в студен въздух, който е по-плътен и увеличава тягата на двигателя. Експлоатационните характеристики на ракетните двигатели се определят от техния специфичен импулс, а възможната промяна в скоростта, която могат да постигнат – от формулата на Циолковски.

## История
Описания на устройства, които използват принципа на ракетните двигатели са известни още от древността. Ракетната тяга тогава се открива почти заедно с първите огнестрелни оръжия. За основоположници на модерното ракетно инженерство се смятат известните учени – Константин Циолковски, Вернер фон Браун, Робърт Годард, Сергей Корольов, Херман Оберт и Робер Есно-Пелтери.

## Видове ракетни двигатели
В зависимост от вида на преобразуващата се кинетична енергия в реактивна струя се различават следните ракетни двигатели.

### Химически
Това са най-разпространените ракетни двигатели, при които в резултат на екзотермична химична реакция горивото изгаря в горивна камера с висока температура, като образувалите се газове с високо налягане се ускоряват през соплото. Двигателите използват твърдо или течно ракетно гориво. В наши дни тези ракетни двигатели практически са достигнали предела на своите възможности и не се предвиждат начини за съществено увеличаване на техния специфичен импулс. Това ограничава възможностите на ракетната техника, базирана на химически двигатели, до двете усвоени направления:
1. Космически полети в околоземното пространство (пилотируеми и безпилотни).
2. Изследвания в космоса (само в рамките на Слънчевата система) с помощта на автоматични апарати (например космическите апарати „Венера“ и „Марс“, Вояджер, Галилео, Кассини-Хюйгенс, Улис).

За придвижване към по-отдалечени обекти размерите, необходими за ракета, базирана на химически двигатели, както и данните за продължителността на полета, са нереалистични.
В зависимост от агрегатното състояние на горивото химическите ракетни двигатели биват:
- с течно гориво (обикновено за окислител се използва кислород);
- с твърдо гориво – бустерите с твърдо гориво най-често се използват за допълнителен начален тласък при старта на изстрелването и спомагат ускорението на първата степен на ракетата.

### Електройонни
В електройонните ракетни двигатели (ЕРД) източник на енергия за създаване на тяга са електромагнитни импулси. Специфичният импулс на тези двигатели може да достига до 210 km/s. Високият импулс на ЕРД му позволява (в сравнение с химическите двигатели) да използва малко количество работно тяло за единица тяга, но при това възниква проблем с голямото количество електроенергия, необходимо за създаване на тягата. По тази причина ЕРД се ползват предимно за задвижване и ориентация на автономни космически апарати (спътници). В много страни се изследват възможностите за създаване на пилотируеми междупланетни кораби, задвижвани с ЕРД. Съществуващите ЕРД не са оптимални за използване като основни двигатели поради малките си размери и мощност и затова се разработват мощни ЕРД, способни на продължителна работа при ток до 5 – 10 кА.
В зависимост от начина, по който електрическата енергия се преобразува в кинетична енергия на реактивната струя, се различават:
- електротермични ракетни двигатели
- електростатични (йонни) ракетни двигатели
- електромагнитни ракетни двигатели.

### Ядрени
Ядреният ракетен двигател е реактивен двигател, при който работното тяло (например водород, амоняк и др.) се нагрява за сметка на енергията, отделяща се при ядрена реакция (разпад или термоядрен синтез). Първите изследвания в тази област започват още през 1950-те в СССР и САЩ, но ядрените двигатели все още нямат практическа употреба за космическото изследване, въпреки че основните технически проблеми при създаването им са били решени успешно (има работещи прототипи). Основното препятствие са опасенията от авария на апарат с ЯРД, при която може да настъпи значително радиационно замърсяване на атмосферата и участък на Земята. В същото време е очевидно, че за бъдещото развитие на космонавтиката, употребата на схеми с ЯРД е неизбежна, тъй като химическите ракетни двигатели вече са достигнали предела на своята ефективност, а и за създаване на бърз и продължително работещ междупланетен транспорт химическите двигатели по ред причини са непригодни.

### Плазмени
Плазменият реактивен двигател използва радиовълни за йонизация на газ до получаване на плазма, посредством която се генерира тяга. Концепцията на двигателя е предложена от учения Франклин Чанг-Диаз от Коста-Рика още през 1979 г. и продължава да се развива и до днес (проекта VASIMR). Основното преимущество на този двигател е възможността за продължителна работа, тъй като в този тип двигатели няма електроди, които да ерозират по време на експлоатацията.

### Други
Други типове двигатели (като соларни платна и космически лифт) все още са в процес на разработка и до тяхното практическо приложение има много нерешени проблеми. Сега тези експериментални ракетни двигатели са в етап на теоретична или експериментална разработка.
- Галерия
- Ракетен двигател Viking 5C
- Ракетният двигател отдава част от налягането си благодарение на липсата на ограничение в част от горивната камера
- Как работи ракетният двигател
- Типични температури (T), налягания (p) и скорости (v) в дюза де Лавал